# Navasota (geslacht)
Navasota is een geslacht van vlinders van de familie snuitmotten (Pyralidae), uit de onderfamilie Phycitinae.

## Soorten
- N. chionophlebia Hampson, 1918
- N. discipunctella Hampson, 1918
- N. haemaphaeella Hampson, 1918
- N. hebetella Ragonot, 1887
- N. leuconeurella Hampson, 1918
- N. myriolecta Dyar, 1914
- N. persectella Hampson, 1918
- N. syriggia Hampson, 1918